# Estação Nordelândia
A Estação Nordelânda é uma das estações do Sistema de Trens Urbanos de Natal, situada em Natal, entre a Estação Estrela do Mar e a Estação Nova Natal. Faz parte da Linha Norte.
Localiza-se na Rua Francisco Antônio de Sá, no conjunto Nordelândia. Atende o bairro da Lagoa Azul.